# Пучков, Сергей Васильевич
Пучков Сергей Васильевич (1856—1926) — русский врач и общественный деятель. Главный врач Полицейской (Александровской) больницы. Попечитель Московского городского Братского кладбища.

## Биография
Родился в 1856 году в Москве. Учился в 4-й Московской гимназии (вып. 1876) и на медицинском факультете Московского университета, после окончания которого в 1881 году поступил в ординатуру Полицейской (Александровской) больницы (в этой больнице он проработал 36 лет вплоть до 1918 года).

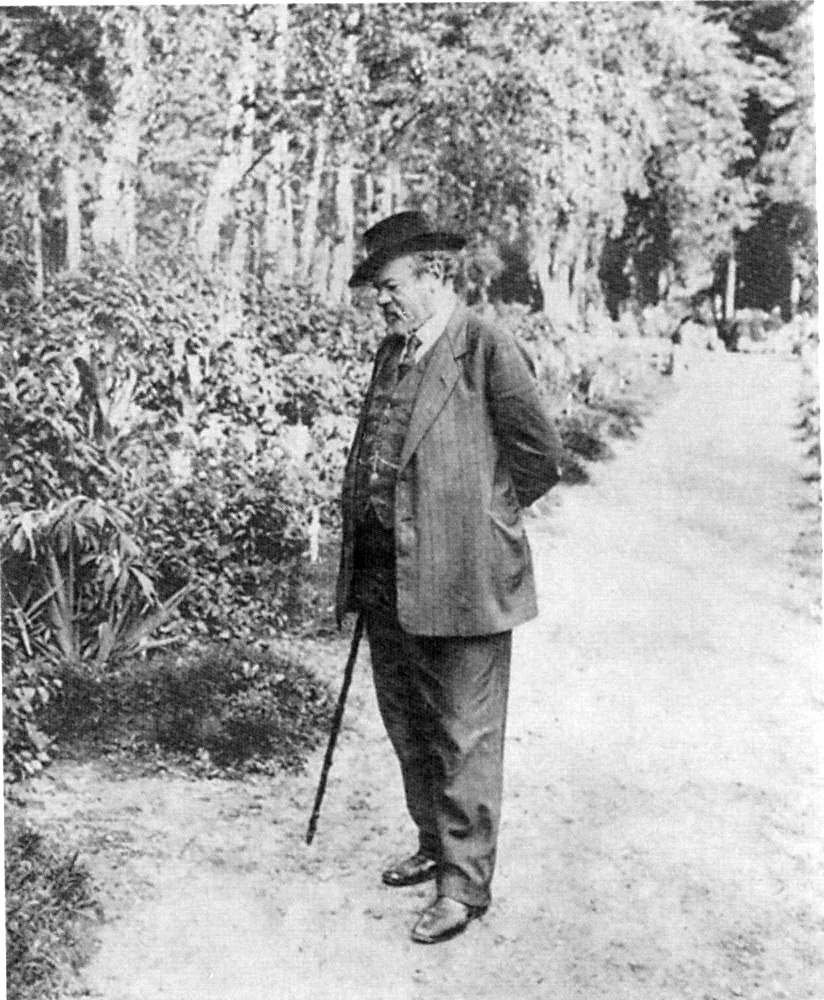
Сергей Пучков на Братском кладбище

В 1886 году в Полицейской больнице была открыта одна из первых в России пастеровских станций. Пучков принимал активное участие в её работе.
В 1906 году Сергей Пучков стал главным врачом Полицейской больницы. Благодаря стараниям Пучкова во дворе больницы был установлен памятник её основателю — известному московскому врачу-гуманисту Ф. П. Гаазу. Сергей Пучков организовал сбор пожертвований на памятник, и он был торжественно открыт осенью 1909 года. Вплоть до самой революции у этого памятника ежегодно проводились детские праздники под названием «У доброго дедушки Гааза». В 1910 году Пучков выпустил книгу «К характеристике доктора Гааза».
Совет Полицейской больницы принял решение за заслуги удостоить С. В. Пучкова звания почётного члена совета больницы. Ему была предоставлена в пожизненное пользование квартира, в которой он проживал (ранее этой квартире жил и умер доктор Ф. П. Гааз). Именем Пучкова был назван квартирный комплекс для младшего персонала больницы.
Сергей Пучков работал в городской комиссии общественного здравия сначала заместителем, а с 1903 года — председателем. В этой комиссии им были сделаны доклады о постройке новых больниц: 3-й городской больницы в Сокольниках для инфекционных больных, Алексеевской (глазной), Морозовской (детской) и Солдатенковской.
Во время Первой мировой войны Пучков работал заместителем председателя комиссии по устройству в Москве основного склада Красного Креста. При этом складе действовал госпиталь для раненых воинов, эвакуированных в Москву.

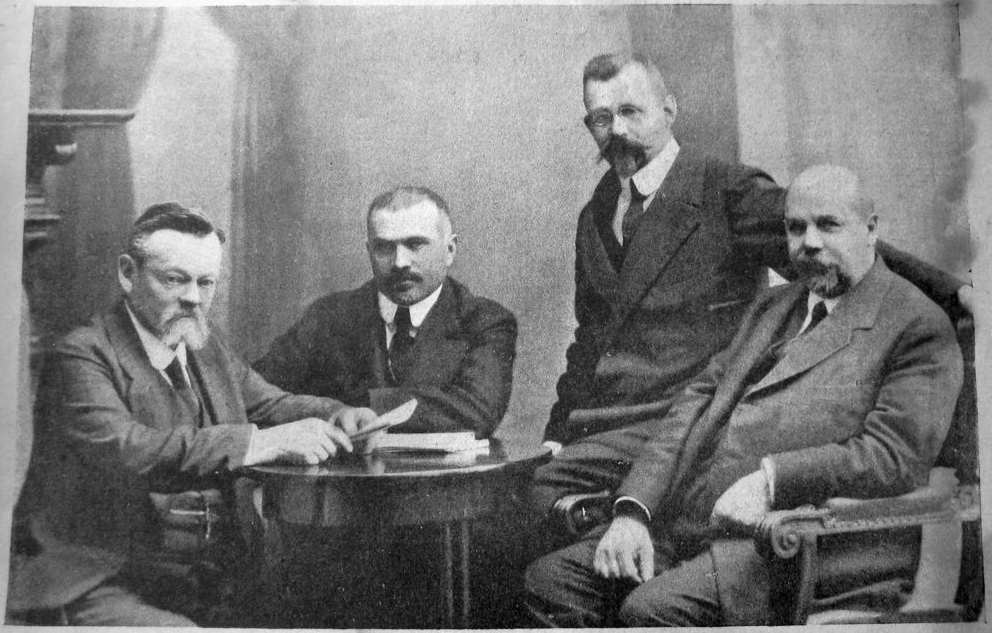
Устроители Братского кладбища: С. В. Пучков, А. В. Щусев, А. Н. Кельх, С. С. Шестаков

В сентябре 1914 года было принято решение о создании в Москве Братского кладбища для жертв войны, умерших в московских госпиталях. Попечителем кладбища стал Сергей Пучков. По словам современников, забота о Братском кладбище стала его главным делом. В 1915 году Пучков даже выпустил книгу об этом кладбище.
В начале 1920-х годов был врачом внутренних болезней (терапевтом) санатория «Воробьёвы Горы».

## Должности и звания
- Главный врач Александровской больницы.
- Почётный пожизненный член совета Александровской больницы.
- Гласный Московской городской думы[4].
- Попечитель Московского городского Братского кладбища.
- Председатель комиссии общественного здравия.
- Член врачебного совета городской управы[3].
- Член Лефортовского городского попечительства[3].
- Член совета глазной больницы Алексеевых[3].
- Член Ольгинского благотворительного общества при Александровской больнице[3].
- Председатель совета общины сестёр милосердия «Утоли мои печали»[3].
- Председатель дома призрения им. Братьев Баевых[3].
- Член общества русских врачей[3].
- Член общества вспомоществования бывшим воспитанникам Рукавишниковского приюта[3].

## Семья
У Сергея Васильевича Пучкова было два сына, один из них: Александр Сергеевич Пучков (1887—1952) — заслуженный врач РСФСР.

## Публикации
- Пучков С. В. К характеристике доктора Ф. П. Гааза. Дата обращения: 3 мая 2011. Архивировано 24 августа 2011 года.
- Пучков С. В. Московское городское Братское кладбище. — М., 1915. — 31 с.